# Mririda n’Aït Attik
Œuvres principales
Les chants de la Tassaout
Mririda n'Aït Attik est une poétesse amazighe ayant vécu dans la première moitié du XXe siècle dans la région d'Azilal au Maroc.
Elle est l'autrice d'un recueil de chants et de poèmes en langue tachelhit dont seule la traduction en français est connue : Les Chants de la Tassaout.

## Biographie

### Enfance et formation
Les seules données biographiques connues sont fournies dans sa préface, par son traducteur René Euloge, fonctionnaire et érudit français. Mririda n'Aït Attik lui aurait dit être originaire du village de Magdaz, dans la partie amont de la vallée de la Tessaout, zone alors très isolée du Haut-Atlas central. Aït Attik désigne le sous-groupe de la fraction des Aït Mgoun, vivant autour du douar de Magdaz, de la tribu des Fetouaka (Infedouak en berbère).
Les autres informations citées, mariage malheureux, perte d'un enfant, répudiation, ne sont que des extrapolations à partir de certains de ses poèmes.

### Carrière
Elle a environ 30 ans lorsque René Euloge fait sa connaissance vers 1930. Elle est prostituée dans le souk du petit poste militaire d'Azilal, pour les troupes indigènes du protectorat français au Maroc. Dans cette préface, il utilise le terme d'hétaire pour la décrire. Elle ne parle que la langue tachelhit et ne sait ni lire, ni écrire. Il la rencontre pour la dernière fois en 1943. En 1946, il ne retrouve plus sa trace; on lui rapporte qu'elle aurait été la compagne d'un sous-officier des Goums durant quelques années.

## Œuvre

### Les chants de la Tassaout
Ses poèmes et chants ont été recueillis par l'instituteur berbérophone René Euloge alors en poste à Demnat, lors de rencontres sur le souk d'Azilal entre 1930 et 1940. Il dit que ses textes étaient soit chantés, soit déclamés lors de nombreuses soirées et qu'il les a pris en note au fil du chant. Ses rencontres se sont étagées sur plusieurs années. Seule la traduction en français de ses textes a été publiée ; il n'existe aucune édition des originaux en tachelhit des Chants de la Tassaout. Les notes manuscrites de René Euloge, qui auraient pu permettre d'établir une édition en tachelhit ont été détruites accidentellement.
Ses textes relèvent du genre qualifié d'amarg, ce qui fait d'elle une tanedamt ou poétesse.
Il ne s'agit pas de poèmes en vers rimés. Le collecteur indique dans son introduction qu'ils étaient souvent chantés et que les textes étaient rythmés. Mririda les chantaient en prolongeant les syllabes finales de ces vers. Le normalien Léopold Sédar Senghor, dans sa préface, s'insurge contre les professeurs qui soutiennent qu'il n'y pas de poésie africaine ; il estime que cette prose  rythmée dispose d'une métrique très complexe, même si la traduction rend plus difficilement la mélodie des mots déclamés, les allitérations, assonances et jeux de mots.

### Publication
Dans l'après-guerre, René Euloge a déjà écrit plusieurs ouvrages de nouvelles et de récits. Il met en forme ses notes, traduit les textes et publie Les Chants de la Tassaout en 1963 à Marrakech aux éditions de la Tighermt. Un succès d'estime se précise. La troisième édition de 1986, complétée de 30 poèmes inédits, est préfacée par Léopold Sédar Senghor.

### Postérité
Des traductions en d'autres langues européennes seront réalisées: anglais, allemand et italien. Certains de ses poèmes sont cités dans des anthologies,et dans des publications d'études féministes sur les femmes berbères du Maroc,,.